# James Gunn (regista)
James Francis Gunn Jr. (Saint Louis, 5 agosto 1966) è un regista, sceneggiatore e attore statunitense.
Dopo aver scritto e girato varie opere di genere horror, Gunn si interessa all'ambito dei supereroi, dirigendo Super - Attento crimine!!! (2010) e successivamente Guardiani della Galassia (2014) e i suoi due sequel Guardiani della Galassia Vol. 2 (2017) e Guardiani della Galassia Vol. 3 (2023), oltre a The Suicide Squad - Missione suicida (2021) e Superman (2025).
Dal 1º novembre 2022 è co-presidente, co-amministratore e direttore creativo dei DC Studios.

## Biografia
James Gunn è nato il 5 agosto 1966 a St. Louis, Missouri, in una grande famiglia cattolica irlandese. Suo padre, James F. Gunn, era un avvocato. Insieme a sua madre, Leota, hanno cresciuto lui e i suoi cinque fratelli nella zona di St. Louis. Ha trascorso gran parte della sua infanzia leggendo fumetti e girando film sugli zombi con i suoi fratelli con la sua cinepresa da 8 mm. Ha frequentato il liceo presso la Jesuit St. Louis University High School.
Quando si è diplomato nel 1984, ha frequentato la scuola di cinema della Loyola University Marymount a Los Angeles. Gunn, in quel periodo, scriveva e suonava musica con la sua band, The Icons. Nel mentre, ha scritto simultaneamente fumetti per diverse pubblicazioni underground e universitarie. Alla fine, Gunn è tornato al mondo accademico, completando gli studi universitari all'Università di St. Louis, dopodiché ha conseguito il Master of Fine Arts presso la Columbia University.

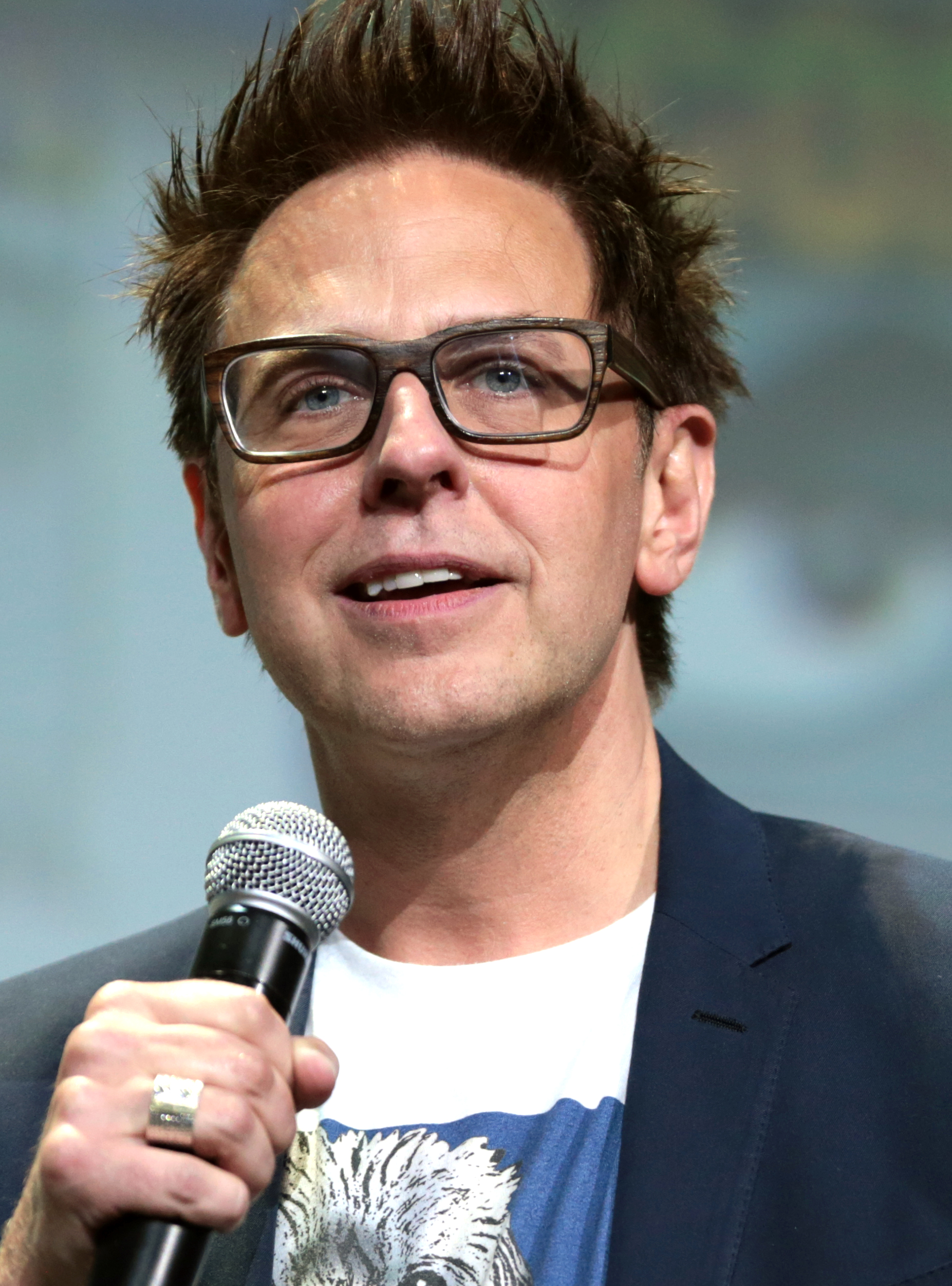
James Gunn nel 2016 al San Diego Comic-Con International

Gunn ha fondato nel 1989 una band, chiamata The Icons, di alt rock, gothic rock, e new wave in cui ha ricoperto il ruolo di cantante. Le canzoni del gruppo Sunday e Walking Naked sono state incluse nella colonna sonora di Tromeo and Juliet. Dopo lo scioglimento del gruppo a metà anni novanta Gunn ha continuato a creare musiche da solo componendo parte delle colonne sonore della webserie James Gunn's PG Porn e dei film Scooby-Doo, Scooby-Doo 2 - Mostri scatenati e Comic Movie.
Ha scritto due cult-movie prodotti dalla casa cinematografica Troma: Tromeo and Juliet (che ha anche co-diretto, non accreditato, con Lloyd Kaufman) e Terror Firmer. Nel 1998 Gunn scrisse insieme a Lloyd Kaufman il libro All I Needed to Know About Filmmaking I Learned from the Toxic Avenger, autobiografia del fondatore della Troma. Il suo nome è diventato noto al grande pubblico grazie alle sceneggiature di Scooby-Doo, del sequel Scooby-Doo 2 - Mostri scatenati e dell'horror L'alba dei morti viventi.
Nella prima parte di carriera, in veste di regista il suo più grande successo è stato l'horror Slither del 2006. Nel 2008 è stato uno dei tre giudici nel reality show Scream Queens, in veste di regista delle varie prove affidate alle 10 concorrenti, in competizione per ottenere un ruolo nel film Saw VI. Contemporaneamente, con i fratelli Brian e Sean Gunn ha scritto e diretto la webserie comica James Gunn's PG Porn. Nel 2010 Gunn scrive e dirige Super - Attento crimine!!!, che lo farà entrare nel mondo dei cinecomic.
Nel settembre 2012 viene scelto dai Marvel Studios per scrivere e dirigere il film Guardiani della Galassia, basato sull'omonimo fumetto, facente parte del Marvel Cinematic Universe, distribuito nelle sale cinematografiche nell'agosto 2014. Nel luglio 2014 venne confermato alla regia del sequel, Guardiani della Galassia Vol. 2, previsto per fine aprile 2017. Nello stesso mese, Gunn conferma che tornerà a scrivere e dirigere Guardiani della Galassia Vol. 3. Il 20 luglio 2018 Gunn viene licenziato dalla The Walt Disney Company e dai Marvel Studios dalla regia del film per alcuni vecchi tweet in cui ironizzava su argomenti come lo stupro e l’AIDS. Successivamente, nel marzo 2019, Gunn è stato riassunto per concludere la trilogia dei Guardiani, con il terzo capitolo uscito a maggio del 2023 dopo uno speciale natalizio.
Poco dopo il suo licenziamento, viene assunto da Warner Bros. e DC Films per scrivere e dirigere un sequel/reboot di Suicide Squad, in cui viene riconfermato parte del vecchio cast con l'aggiunta di nuovi personaggi. Il film, The Suicide Squad - Missione suicida, esce nel 2021 e nonostante uno scarso successo al botteghino dovuto prevalentemente al COVID-19 è un nuovo successo di critica e pubblico, venendo particolarmente elogiato per lo stile giudicato più personale e libero rispetto ai precedenti film.
Nel gennaio 2022 viene pubblicata la prima stagione della serie televisiva Peacemaker, primo spin-off di The Suicide Squad incentrato sull'omonimo personaggio, scritta da Gunn che ha diretto anche cinque episodi su otto. Lo show diventa uno dei maggiori successi della piattaforma HBO Max e viene nuovamente elogiato da pubblico e critica, venendo rinnovato per una seconda stagione le cui riprese inizieranno nel 2023. Gunn inoltre ha confermato di star lavorando ad altri tre spin off del film e che sarà attivamente coinvolto nella regia e nella scrittura di uno di essi.

## Vita privata
Gunn si è sposato nel 2000 con l'attrice Jenna Fischer, conosciuta attraverso il fratello Sean. Dopo sette anni di matrimonio, la coppia ha annunciato la loro separazione in una dichiarazione congiunta il 5 settembre 2007, divorziando nel 2008.
Dal 2015 ha una relazione con l'attrice Jennifer Holland, che conosce grazie l'attore Michael Rosenbaum, che all'epoca usciva con un'amica della Holland e si offre di farli conoscere dopo che Gunn ha visto una foto della Holland in possesso dell'attore. Jennifer Holland e James Gunn si fidanzano nel febbraio 2022, per sposarsi infine nel settembre dello stesso anno.

## Filmografia parziale

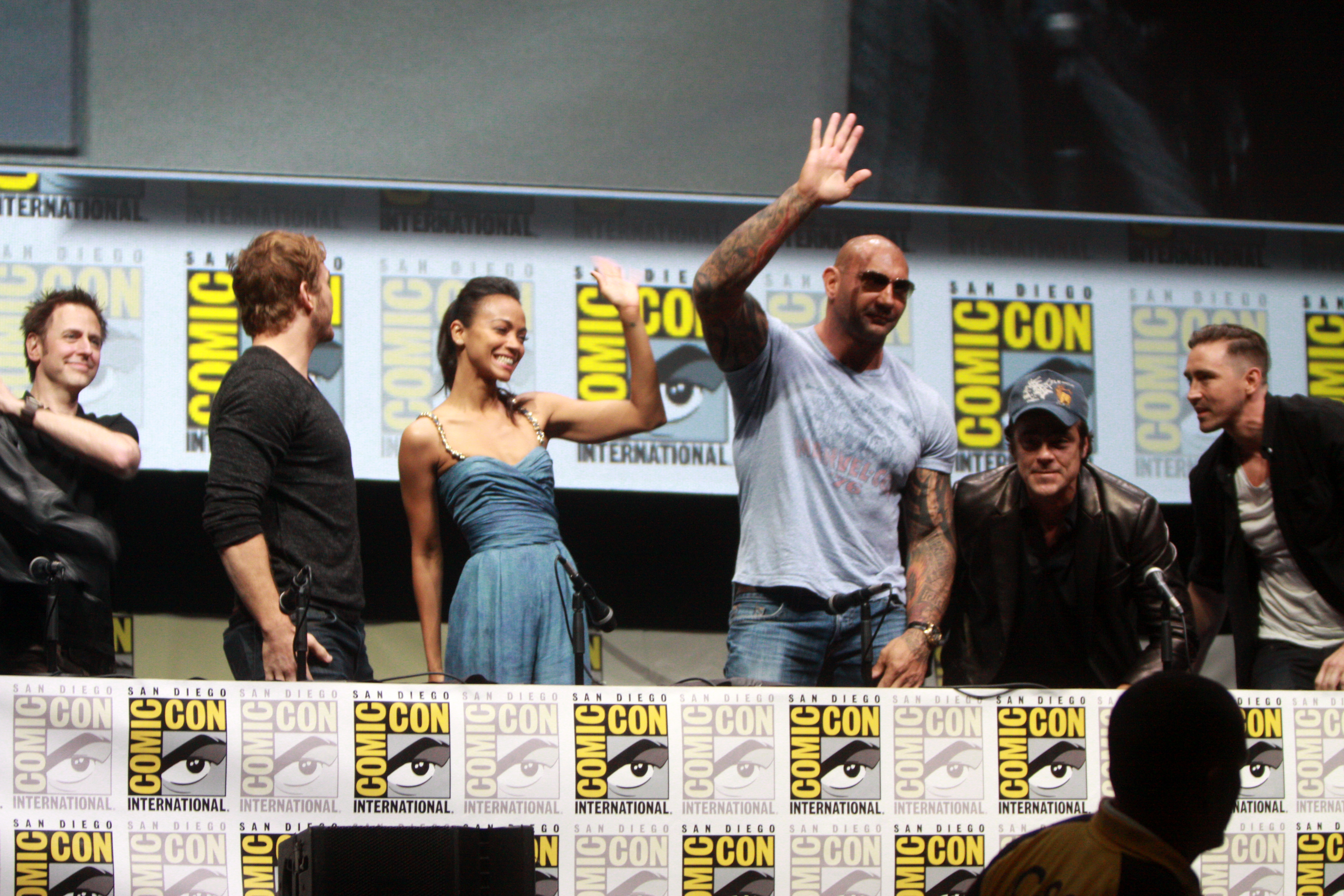
James Gunn, Chris Pratt, Zoe Saldana, Dave Bautista, Benicio del Toro e Lee Pace al Comic-Con di San Diego nel 2013

### Regista

#### Cinema
- Tromeo and Juliet, co-diretto con Lloyd Kaufman (1996)
- Slither (2006)
- Super - Attento crimine!!! (Super, 2010)
- Beezel, episodio di Comic Movie (Movie 43, 2013)
- Guardiani della Galassia (Guardians of the Galaxy, 2014)
- Guardiani della Galassia Vol. 2 (Guardians of the Galaxy Vol. 2, 2017)
- The Suicide Squad - Missione suicida (The Suicide Squad, 2021)
- Guardiani della Galassia Vol. 3 (Guardians of the Galaxy Vol. 3, 2023)
- Superman (2025)

#### Televisione
- The Tromaville Café - serie TV, episodi sconosciuti (1997)
- Troma's Edge TV - serie TV, episodio 1x01 (2000)
- James Gunn's PG Porn - webserie, 8 episodi (2008-2009)
- Peacemaker - serie TV, 5 episodi (2022–2025)
- Guardiani della Galassia Holiday Special - film TV (2022)

### Sceneggiatore

#### Cinema
- Tromeo and Juliet, regia di Lloyd Kaufman e James Gunn (1996)
- The Specials, regia di Craig Mazin (2000)
- Scooby-Doo, regia di Raja Gosnell (2002)
- L'alba dei morti viventi (Dawn of the Dead), regia di Zack Snyder (2004)
- Scooby-Doo 2 - Mostri scatenati (Scooby-Doo 2: Monsters Unleashed), regia di Raja Gosnell (2004)
- The Swidge, regia di Peter Alton – cortometraggio (2004)
- LolliLove, regia di Jenna Fischer (2004)
- Slither, regia di James Gunn (2006)
- Super - Attento crimine!!! (Super), regia di James Gunn (2010)
- Guardiani della Galassia (Guardians of the Galaxy), regia di James Gunn (2014)
- The Belko Experiment, regia di Greg McLean (2016)
- Guardiani della Galassia Vol. 2 (Guardians of the Galaxy Vol. 2), regia di James Gunn (2017)
- The Suicide Squad - Missione suicida (The Suicide Squad), regia di James Gunn (2021)
- Guardiani della Galassia Vol. 3 (Guardians of the Galaxy Vol. 3), regia di James Gunn (2023)
- Superman, regia di James Gunn (2025)
- Coyote vs. Acme, regia di Dave Green (2026)

#### Televisione
- Peacemaker - serie TV, 16 episodi (2022–2025)
- Guardiani della Galassia Holiday Special, regia di James Gunn - film TV  (2022)
- Creature Commandos - serie TV, 7 episodi (2024)

#### Videoclip
- The Sneepers feat. David Hasselhoff: Guardians Inferno, regia di David Yarovesky (2017)

#### Videogiochi
- Lollipop Chainsaw (2012)

### Produttore

#### Cinema
- The Specials, regia di Craig Mazin (2000)
- Scooby-Doo, regia di Raja Gosnell (2002)
- Scooby-Doo 2 - Mostri scatenati (Scooby-Doo 2: Monsters Unleashed), regia di Raja Gosnell (2004)
- LolliLove, regia di Jenna Fischer (2004)
- The Belko Experiment, regia di Greg McLean (2016)
- Avengers: Infinity War, regia di Anthony e Joe Russo (2018)
- L'angelo del male - Brightburn (Brightburn), regia di David Yarovesky (2019)
- Avengers: Endgame, regia di Anthony e Joe Russo (2019)
- Joker: Folie à Deux, regia di Todd Phillips (2024)
- Superman, regia di James Gunn (2025)

#### Televisione
- James Gunn's PG Porn - webserie, 8 episodi (2008-2009)
- I Am Groot - serie TV, 5 episodi (2022)
- Guardiani della Galassia Holiday Special - film TV (2022)
- Creature Commandos, regia di Matt Peters e Sam Liu (2024)

### Attore

#### Cinema
- Tromeo and Juliet, regia di Lloyd Kaufman (1996)
- The Specials, regia di Craig Mazin (2000)
- Citizen Toxie: The Toxic Avenger IV, regia di Lloyd Kaufman e Michael Herz (2000)
- Melvin Goes to Dinner, regia di Bob Odenkirk (2003)
- Doggie Tails, Vol. 1: Lucky's First Sleep-Over, regia di Paul Moisio (2003)
- The Ghouls, regia di Chad Ferrin (2003)
- LolliLove, regia di Jenna Fischer (2004)
- Tales from the Crapper, regia di Gabriel Friedman, Chad Ferrin, David Paiko, Brian Spitz e Lloyd Kaufman (2004)
- Slither, regia di James Gunn (2006)
- Super - Attento crimine!!! (Super), regia di James Gunn (2010)
- Guardiani della Galassia (Guardians of the Galaxy), regia di James Gunn (2014)
- Guardiani della Galassia Vol. 2 (Guardians of the Galaxy Vol. 2), regia di James Gunn (2017)
- Pacific Rim - La rivolta (Pacific Rim: Uprising), regia di Steven S. DeKnight (2018)[N 1]
- The Suicide Squad - Missione suicida (The Suicide Squad), regia di James Gunn (2021) - non accreditato

#### Televisione
- Sgt. Kabukiman Public Service Announcement - film TV (1997)

#### Videogiochi
- LocoCycle, regia di Josh Bear (2013)

## Libri
- (EN) Lloyd Kaufman e James Gunn, All I Need to Know About Filmmaking I Learned from The Toxic Avenger, Roger Corman (introduzione), New York, Penguin, 1998, ISBN 0-425-16357-1.
- (EN) James Gunn, The Toy Collector, New York, Bloomsbury Publishing, 2000, ISBN 978-15-82340-81-4.
- (EN) Lloyd Kaufman, Adam Jahnke e Trent Haaga, Make Your Own Damn Movie. Secrets of a Renegade Director, James Gunn (introduzione), New York, St. Martin's Press, 2003, ISBN 0-312-28864-6.

## Riconoscimenti (parziale)
- Fangoria Chainsaw Award
  - 2006 – Premio per il più alto Body count per Slither
- Premio Bram Stoker
  - 2005 – Candidatura come miglior sceneggiatura per L'alba dei morti viventi
- Razzie Awards
  - 2013 – Peggior regista per Comic Movie (condiviso con gli altri registi)
  - 2013 – Peggior sceneggiatura per Comic Movie (condiviso con gli altri sceneggiatori)
- Saturn Award
  - 2007 – Candidatura come miglior film horror per Slither
  - 2015 – Miglior regia per Guardiani della Galassia[15]
  - 2015 – Candidatura come miglior sceneggiatura per Guardiani della Galassia (condiviso con Nicole Perlman)
- Writers Guild of America Award
  - 2015 – Candidatura come miglior sceneggiatura non originale per Guardiani della Galassia

## Doppiatori italiani
Nelle versioni in italiano delle opere in cui ha recitato, James Gunn è stato doppiato da: 
- Oreste Baldini in Super - Attento crimine!!!